# Trattamento di tempra
Il trattamento di tempra o tempera in generale consiste nel brusco raffreddamento di un materiale dopo averlo portato al di sopra della temperatura che induce nello stesso un cambio di fase. Questo processo è molto comune per i metalli, ma è utilizzato ad esempio anche per il vetro.

## Metallo
L'elevata velocità di raffreddamento inibisce l'azione diffusiva atta al ripristino dell'equilibrio, e il numero di vacanze (e quindi di cluster, cioè raggruppamenti di difetti puntuali) che compete alla temperatura di tempra è conservato a temperatura ambiente. Più in generale si può dire che la tempra, inibendo i processi diffusivi necessari alla stabilizzazione termodinamica, trasferisce a temperatura ambiente uno stato termodinamicamente competente a temperatura maggiore.
Un monocristallo così trattato ha resistenza meccanica maggiore rispetto al monocristallo raffreddato lentamente.
Grazie alla tempra, per esempio, si trasforma la struttura perlitica dell'acciaio in martensitica: si porta la lega da temprare a una temperatura di circa 50 °C sopra quella di austenitizzazione e lo si raffredda molto rapidamente fino a temperatura ambiente (non necessariamente essa viene raggiunta); non avendo così il tempo per diffondere, il carbonio rimane intrappolato all'interno della cella gamma (CFC) cosicché, anziché trasformarsi in cella alfa (CCC) a temperatura ambiente, si ha una differente struttura, tetragonale a corpo centrato, che è appunto la martensite.
Anticamente la tempra veniva effettuata, oltre che in acqua o olio, in orine varie, che erano in grado di fornire una certa quantità di nitrati e nitriti per avere anche una diffusione di atomi di azoto (parziale nitrurazione).

### Procedimento

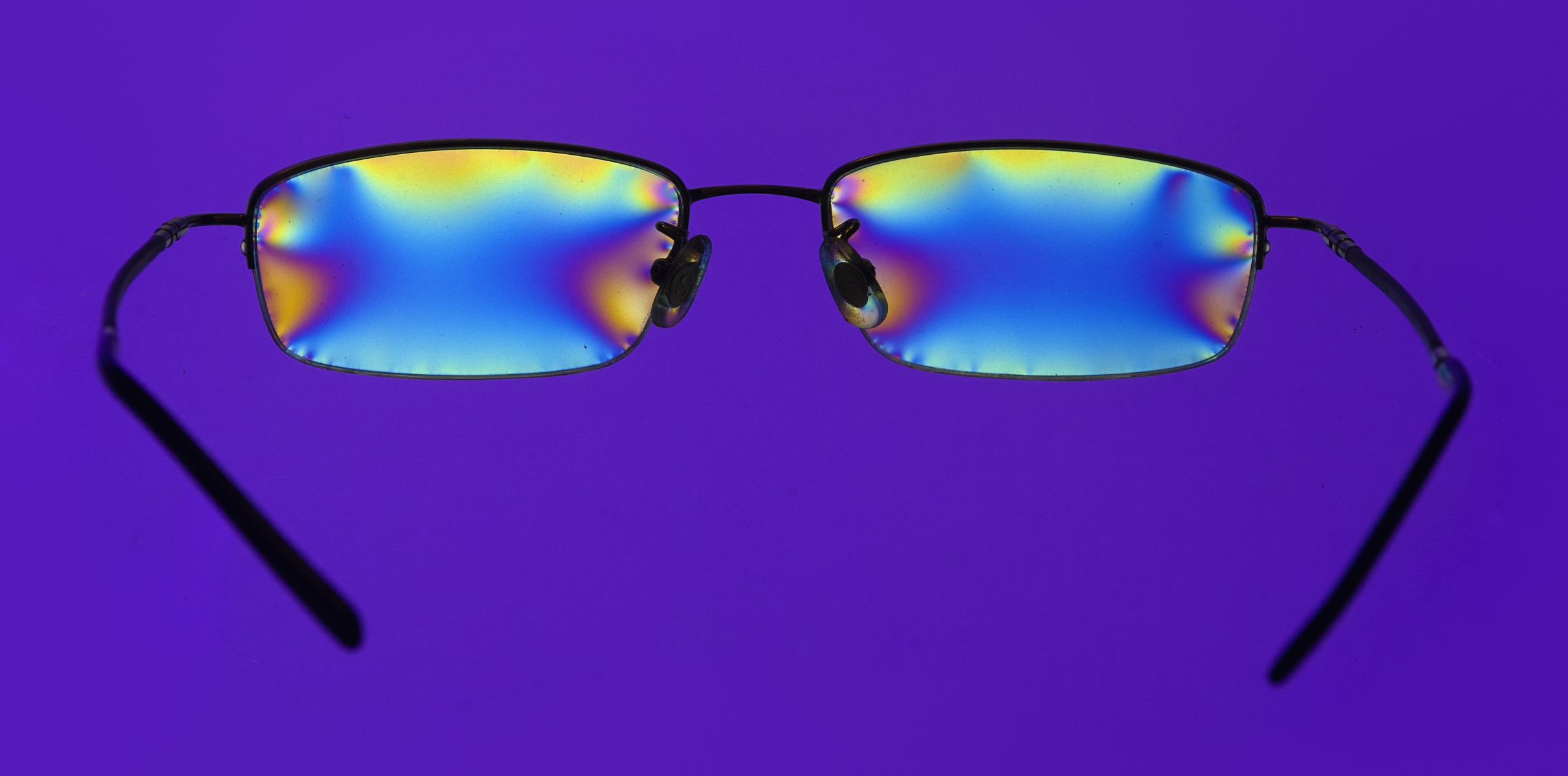
Gli stati di tensione possono essere visti osservando il vetro in luce polarizzata.